# Prim factorial
Un prim factorial este un număr prim care este mai mare sau mai mic cu 1 decât un factorial.
Primele numere prime factoriale (pentru n = 1, 2, 3, 4, 6, 7, 11, 12, 14) sunt:
2, 3, 5, 7, 23, 719, 5039, 39916801, 479001599, 87178291199
2 = 0! + 1 sau 1! + 1
3 = 2! + 1
5 = 3! − 1
7 = 3! + 1
23 = 4! − 1
719 = 6! − 1
5039 = 7! − 1
39916801 = 11! + 1
479001599 = 12! − 1
87178291199 = 14! − 1
Numerele de forma n! − 1: sunt prime pentru următoarele valori ale lui n:
n = 3, 4, 6, 7, 12, 14, 30, 32, 33, 38, 94, 166, 324, 379, 469, 546, 974, 1963, 3507, 3610, 6917, 21480, 34790, 94550, 103040, 147855, 208003, ... (rezultând 27 de prime factoriale)
Numerele de forma n! + 1: sunt prime pentru următoarele valori ale lui n:
n = 0, 1, 2, 3, 11, 27, 37, 41, 73, 77, 116, 154, 320, 340, 399, 427, 872, 1477, 6380, 26951, 110059, 150209, 288459, 308084, ... (rezultând 27 de prime factoriale  - 2 se repetă)
Nu se mai cunosc alte numere  prime factoriale la data de septembrie 2019.